# ازدواج (علم الميكانيكا)
يعرف الازدواج في الميكانيكا (بالإنجليزية: (Couple (mechanics) على أنه مجموعة من القوى لها عزم محصل وليس لها قوة محصلة. يمكن تسميتها بزوج من القوى أو العزم النقي. يكمن تأثيرها في إحداث دوران دون انتقال لمركز الثقل. في ميكانيكا الأجسام الصلبة، يكون لزوج القوى اتجاهات حرة بمعنى أن تأثيرها على الجسم لا يعتمد على نقطة التأثير.
يسمى العزم المحصل بعزم الدوران. هذه التسمية لا تتداخل مع عزم الدوران (torque) المستخدم في الفيزياء حيث أنه فقط مرادف للفظ العزم (moment). يمتلك عزم الدوران مجموعة من الخصائص التي لا توجد مع العزم مثل خاصية عدم الاعتماد على مرجع النقطة.
ويمكن تعريفها أيضا بأنها مجموعة تتكون من قوتين متساويتين في المعيار ومتعاكستين في الاتجاه لا يجمعهما خط عمل واحد.

## زوج بسيط
تعريف
الزوج هو عبارة عن زوج من القوى متساويان في المقدار ومتضادان في الإتجاه وبينهما مسافة عمودية.
يتكون أبسط زوج من قوتين متساويتان مقدارا ومتضادتان في الإتجاه وخط عملهم ليسا متطابقين. .تمتلك القوى تأثير دوراني يسمى عزم الدوران حول محورها والذي يكون عمودي على مستوى القوى. وحدة عزم الدوان الدولية هي نيوتن.متر.
إذا كانت القوتين هما F و F- فإن مقدار عزم الدوران يساوي:
{\displaystyle \tau =Fd\,}
حيث:
{\displaystyle \tau } هو عزم الدوران.
F مقدار إحدى القوتين.
d هي المسافة العمودية بين القويتن (ذراع العزم).
دائما ما يساوي عزم الدوران حاصل ضرب القوة في المسافة العمودية (F*D) ويتم تحديد اتجاه العزم بواسطةمتجه الوحدة {\displaystyle {\hat {e}}}.
{\displaystyle \mathbf {\tau } =|\mathbf {d} \times \mathbf {F} |.}

## استقلال مرجع النقطة
عزم القوة يعرف نسبة إلى نقطة فيقال أنه العزم حول النقطة P. وعندما تتغير هذه النقطة يتغير معها العزم. لا يعتمد عزم الدوران على أي نقط، فأى نقطة ستطعي نفس عزم الدوران. 
 تسمى هذه النظرية بنظرية ( Varignon's Second Moment Theorem.)
لكي نثبت ذلك، نفترض وجود مجموعة من القوى F1 و F2  إلخ، والذي تكون أزواج ولها متجهات موضعية r1, r2, إلخ، العزم حول النقطة p سيكون:
{\displaystyle M=\mathbf {r} _{1}\times \mathbf {F} _{1}+\mathbf {r} _{2}\times \mathbf {F} _{2}+\cdots }
P' هي نقطة أخرى لحساب العزم حولها ولها متجه r: 
{\displaystyle M'=(\mathbf {r} _{1}+\mathbf {r} )\times \mathbf {F} _{1}+(\mathbf {r} _{2}+\mathbf {r} )\times \mathbf {F} _{2}+\cdots }
يتم توزيع الأقواس باستخدام ضرب اتجاهي: 
{\displaystyle M'=\left(\mathbf {r} _{1}\times \mathbf {F} _{1}+\mathbf {r} _{2}\times \mathbf {F} _{2}+\cdots \right)+\mathbf {r} \times \left(\mathbf {F} _{1}+\mathbf {F} _{2}+\cdots \right).}
ولكن من تعريف زوج القوى فإن:
{\displaystyle \mathbf {F} _{1}+\mathbf {F} _{2}+\cdots =0.}
لذلك،
{\displaystyle M'=\mathbf {r} _{1}\times \mathbf {F} _{1}+\mathbf {r} _{2}\times \mathbf {F} _{2}+\cdots =M}
وهذا يثبت أن العزم لا يعتمد على النقطة المرجعية.

## القوى والأزواج

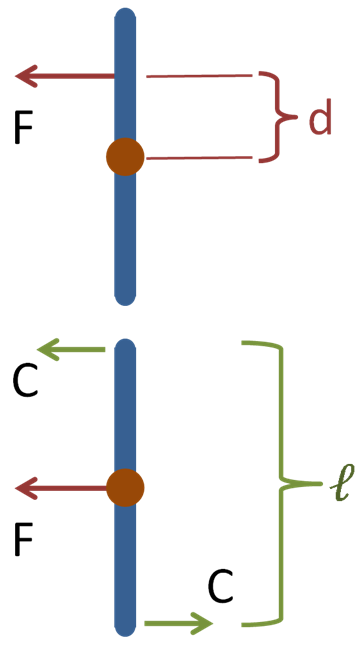

تؤر قوة مقدارها F  تبعد مسافة d  من مركز الجسم يكون لهذه القوة نفس التأثير عندما تؤثر عند مركز الجسم مباشرة (Cℓ = Fd). ينتج عن هذا الزوج عجلة زاوية للجسم الصلب بزاويا عمودية على مستواه. ينتج عن القوة المؤثرة عند المنتصف عجلة تحرك الجسم في اتجاه القوة دون تغير الاتجاه.
النظريات العامة هي:
عند التأثير بقوة وحيدة على جسم صلب عند نقطة O′ فإنه يمكن تغييرها بقوة مساوية وموازية لها عند أي نقطة O وعزم يساوى حاصل ضرب القوة في المسافة بين النقطتين. 

## تطبيقات
العزم له اهمية كبيرة فيالهندسة الميكانيكية والعلوم الفيزيائية. بعض الأمثلة علي ذلك:
- التأثير بقوى بواسطة يد الإنسان على المفك (screw).
- القوى على قطب كهربي في مجال كهربي.
- القوي الناتجة بواسطة اليد على عجلة القيادة.